# Eduardo Maluquer
Eduardo Maluquer de Tirrell (Barcelona, 10 de agosto de 1839-Barcelona, 1915) fue un jurista y político español. Diputado en las Cortes Constituyentes en 1869 por el distrito de Vich, fue senador por la provincia de Lérida en 1891. Más tarde, fue senador por la provincia de Barcelona en 1893, y en el período 1894-1895. Acabó su carrera política como presidente de la Diputación de Barcelona.

## Biografía
Hijo de Josep Maluquer i Montardit (alcalde de Barcelona entre 1841 y 1843), fue hermano de Josep Maluquer y primo de Joan Maluquer. Militó en el Partido Liberal y fue miembro de la Diputación de Barcelona por el distrito de Granollers en el bienio 1865-1866. En octubre de 1866 perdió el cargo debido al golpe de Estado del general Serrano[cita requerida], pero después de la Revolución de 1868 fue restituido en el cargo por la Junta Revolucionaria de Barcelona hasta febrero de 1869, cuando se celebraron Elecciones a Cortes, en las que resultó elegido diputado a Cortes por el distrito de Vich. Fue elegido nuevamente diputado provincial en 1871 y ocupó la presidencia de la Diputación Provincial de 1886 a 1890. Durante su mandato se construyó la nueva prisión, el Museo de Bellas artes y el Palacio de Justicia, y firmó el acuerdo por el cual se informaba favorablemente la anexión de los pueblos de la cercanía para llevar a cabo el Pla Cerdà.
Fue elegido diputado por el distrito de Barcelona en las elecciones generales españolas de 1896 y 1899 por el Partido Liberal (sector de Germán Gamazo y Calvo). También fue senador por la provincia de Lérida en 1891-1893 y por la de Barcelona en 1893-1894. En 1884-1885 fue presidente de la Sociedad Económica Barcelonesa de Amigos del País.

## Obras
- Manual de las reformas introducidas en el derecho civil español desde 1864 hasta 1° de marzo del corriente año 1875 (1875)